# Бенджамин, Нил
Нил Тевин Майкл Бенджамин-младший (англ. Neil Tevin Michael Benjamin Jr.; род. 20 августа 1994, Кува, Тринидад и Тобаго) — тринидадский футболист, нападающий.

## Клубная карьера
Воспитанник клуба «Дабл-Ю Коннекшн». За его основной состав игрок дебютировал в 17 лет. Вместе с ним Бенджамин выиграл все местные титулы. В 2018 году футболист решил покинуть родину и направился во Вьетнам. Там он подписал контракт с клубом «Намдинь», в котором уже выступал его соотечественник Шакил Хенри.

## Карьера в сборной
Нил Бенджамин выступал за все юношеские и молодёжную сборную страны. За главную национальную команду страны хавбек дебютировал 25 августа 2017 года в товарищеском матче против сборной Ямайки, в котором тринидадцы потерпели поражение со счётом 1:2.

## Достижения
- Чемпион Тринидада и Тобаго: 2013/14
- Обладатель Кубка Тринидада и Тобаго (2): 2014, 2016